# Chajim Jelin
Chajim Jelin, uváděn též Jalin hebrejsky חיים ילין‎ (narozen 1958 Buenos Aires), je izraelský politik; poslanec Knesetu za stranu Ješ atid.

## Biografie
Narodil se v Argentině a ve věku 18 let se přestěhoval do Izraele. Sloužil v izraelské armádě jako instruktor u tankových jednotek. Žije v kibucu Be'eri. Je ženatý, má čtyři děti. Od roku 2007 působí jako starosta Oblastní rady Eškol, která se nachází poblíž hranic s Pásmem Gazy. Jeho syn byl coby příslušník izraelské armády roku 2014 lehce zraněn během Operace Ochranné ostří.
Ve volbách v roce 2015 byl zvolen do Knesetu za stranu Ješ atid. V Knesetu se hodlá zaměřovat na otázky zemědělství a podpory regionu poblíž hranic s Gazou. Při nástupu do Knesetu se musel vzdát argentinského občanství (stát Izrael umožňuje dvojí občanství, ale poslanci parlamentu smí být držiteli pouze izraelského občanství).